# Bradysia praecox
Bradysia praecox är en tvåvingeart som först beskrevs av Johann Wilhelm Meigen 1818.  Bradysia praecox ingår i släktet Bradysia och familjen sorgmyggor.
Artens utbredningsområde är Tyskland. Arten är reproducerande i Sverige. Inga underarter finns listade i Catalogue of Life.